# Sierra del Divisor

Lage der Sierra del Divisor

Die Sierra del Divisor (spanisch), portugiesisch Serra do Divisor, ist ein 200 bis knapp unter 900 Meter hohes Mittelgebirge und Hochland im äußersten (Nord-)Westen Brasiliens und im östlichen Peru.
Das Gebirge trennt – daher Divisor – die brasilianischen Bundesstaaten Acre und zu einem kleinen Teil nördlich davon Amazonas von den peruanischen Regionen Loreto und Ucayali. Es wirkt zugleich als Wasserscheide zwischen den Flüssen Ucayali in Peru und Juruá in Brasilien.
Das Gebiet ist überwiegend von tropischem Regenwald bestanden und weist eine hohe Biodiversität auf. Der brasilianische Teil ist mit fast 847.000 Hektar Nationalpark und als UNESCO-Weltnaturerbe nominiert, der peruanische mit rund 1.500.000 Hektar steht – seit 2015 unter dem Namen Nationalpark Sierra del Divisor – unter Naturschutz. Beispiele für gefährdete Primaten sind der Ucayali-Kahlkopf-Uakari und der Springtamarin.
Die menschliche Besiedlung ist gering. Es gibt mehrere indigene Ethnien. Die größten Ansiedlungen befinden sich an den Ufergebieten der beiden großen Flüssen Ucayali und Juruá, auf brasilianischer Seite darunter die Arara do Rio Amônia am Rio Amônia.